# Eisenknopf-Tunnel
Der Eisenknopf-Tunnel ist der einzige Tunnel der Lautertalbahn. Er befindet sich im Stadtgebiet von Wolfstein und ist der einzige noch betriebene Eisenbahntunnel innerhalb des Landkreises Kusel. Er dient der Unterquerung des Eisenknopfes, dem er seinen Namen verdankt.

## Lage
Der Zeit seines Bestehens stets für ein Gleis ausgelegte 91 Meter lange Tunnel liegt im nördlichen Gebiet der Kernstadt Wolfsteins einige hundert Meter nördlich des Bahnhofs. Er unterquert den namensgebenden Eisenknopf, um eine Schlaufe der Lauter in diesem Bereich abzukürzen.

## Geschichte
Die ersten Bestrebungen, entlang der Lauter eine Eisenbahnverbindung zu verrichten, gehen bis in die 1860er Jahre zurück. Von Kaiserslautern aus sollte die geplante Strecke bis Lauterecken an besagtem Fluss und anschließend am Glan entlang bis nach Staudernheim führen. Diese Pläne standen in Konkurrenz zu Initiativen, die eine Strecke entlang der Alsenz vorsahen. Bayern und Preußen gaben letzterer den Vorzug, die 1871 schließlich auf ihrer gesamten Länge eröffnet wurde.
Obwohl damit klar war, dass eine Bahnlinie im Lautertal keine überregionale Bedeutung erlangen würde, verfochten die Gemeinden vor Ort weiterhin vehement einen Bahnanschluss. Nachdem Anfang der 1870er Jahre die Planungen noch eine Vollbahn vorgesehen hatten, erfolgte die Ausführung der Strecke als eingleisige Sekundärbahn. Bauherr war die Gesellschaft der Pfälzischen Nordbahnen. Der erste Spatenstich wurde 1882 vollzogen; der Bahnbau wurde von den beteiligten Unternehmen in mehrere Abschnitte aufgeteilt, die gleichzeitig errichtet wurden. Nördlich des geplanten Bahnhofs Wolfstein musste dabei der Eisenknopf mittels eines Tunnels unterquert werden. Bereits im Sommer 1883 war die Strecke weitestgehend fertiggestellt. Eine Probefahrt fand am 17. September 1883 statt, die offizielle Eröffnung zwei Monate später am 15. November.
1902 wurde südlich des Tunnelportals ein Anschlussgleis der K. O. Braun KG errichtet, deren Standort sich in unmittelbarer Nähe befand. 1954 erhielt sie einen zweiten Anschluss, der sich nördlich des Tunnels befand. Ab den 1980er Jahren war die Strecke von der Stilllegung bedroht, was jedoch abgewendet wurde. Da der Güterverkehr zwischenzeitlich aufgegeben wurde, wurden die beiden benachbarten Anschlussgleise dementsprechend abgebaut.